# Edison (New Jersey)
Pour les articles homonymes, voir Edison.
Edison Township (ou Menlo Park avant 1954) est une ville américaine du comté de Middlesex, dans l'État du New Jersey. Sa population s’élevait à 99 967 habitants lors du recensement de 2010.

## Histoire
En décembre 1877, Thomas Edison y fait une démonstration de son phonographe, en gravant un bref enregistrement sur un cylindre et en réécoutant le résultat devant un auditoire stupéfait. 
Le 31 décembre 1879, plus de 3 000 personnes assistent à la première démonstration publique des ampoules de Thomas Edison, l'expérience prouvant la validité de la lampe à incandescence halogène.
En 1924, l'explosion d'une usine de nitrate d'ammonium provoque la catastrophe de Nixon Nitration Works.
En 1954, la ville baptisée à l'origine « Menlo Park » est rebaptisée « Edison » en l'honneur de son célèbre résident Thomas Edison (1847-1931), surnommé Le magicien de Menlo Park, un des inventeurs pionniers de l'électricité aux États-Unis et fondateur de General Electric, un des premiers empires industriels mondiaux.

## Démographie
| Groupe                           | Edison | New Jersey | États-Unis |
| -------------------------------- | ------ | ---------- | ---------- |
| Blancs                           | 44,1   | 68,6       | 72,4       |
| Asiatiques                       | 43,2   | 8,6        | 4,8        |
| Afro-Américains                  | 7,0    | 13,7       | 12,6       |
| Autres                           | 2,7    | 6,4        | 6,4        |
| Métis                            | 2,7    | 2,3        | 2,9        |
| Amérindiens                      | 0,2    | 0,3        | 0,9        |
| Total                            | 100    | 100        | 100        |
|                                  |        |            |            |
| Hispaniques et Latino-Américains | 8,1    | 17,7       | 16,7       |

## Personnalités liées à la ville
- Lewis Nixon (1861-1940), industriel et fondateur de ce faubourg ;
- Thomas Edison (1847-1931), inventeur et fondateur de General Electric ;
- Lewis Nixon (1918-1995), petit-fils du fondateur de la Nixon Nitration Works, vétéran de la bataille de Normandie, est inhumé à Edison ;
- Tom Dwan (1986), joueur de poker professionnel ;
- Halsey (1994), chanteuse, créatrice de maquillage et actrice américaine